# 마라가 큰 결정을 해야 해
《마라가 큰 결정을 해야 해》(영어: The Wedding Year)는 미국에서 제작된 로버트 루케틱 감독의 2019년 로맨틱 코미디 영화이다. 세라 하일런드, 타일러 제임스 윌리엄스, 제나 더완, 맷 샤이블리, 애나 캠프 등이 출연하였고, 마크 코섁 등이 제작에 참여하였다.
2019년 5월 엔터테인먼트 스튜디오스 모션 픽처스가 이 영화의 배급권을 인수하였다. 2019년 9월 20일 엔터테인먼트 스튜디오스 모션 픽처스에 의해 개봉되었다.

## 출연
- 세라 하일런드
- 타일러 제임스 윌리엄스
- 제나 더완
- 맷 샤이블리
- 애나 캠프
- 노린 더울프
- 완다 사이크스
- 키스 데이비드
- 그레이스 헬비그
- 달린 보걸
- 패트릭 워버턴
- 크리스틴 존스턴
- 커밀 하이드

## 기타 제작진
- 배역: 태머라리 놋컷
- 미술: 앨리슨 핸리
- 세트: 마리아 디롤프
- 의상: 메건 스패츠
- 음향 감독: 트립 브록